# Oba-Oba do Recreio
Grêmio Recreativo Bloco Carnavalesco Oba-Oba do Recreio é um bloco de enredo da cidade do Rio de Janeiro, sediado no Recreio dos Bandeirantes.

## História
Fundado no dia 20 de janeiro de 2009, o Oba-Oba do Recreio desfilou inicialmente no próprio bairro como bloco de embalo. Em 2011, desfilou no Grupo 3 dos blocos de enredo, em Bonsucesso, com o enredo Oba-oba!!! Sargentelli chegou com o seu ziriguidum, quando obteve a 5ª colocação.
Em 2012, homenageou, o jornalista José Carlos Netto. Em 2013, com uma homenagem à personagem histórica Tia Ciata, obteve o vice-campeonato, mas como apenas um bloco seria promovido, o Oba-Oba permaneceu no mesmo grupo. No ano de 2014, ao abordar o café como tema de seu carnaval, obteve novo vice-campeonato, desta vez ascendendo ao segundo grupo.

## Segmentos

### Presidentes
| Nome         | Mandato      | Ref.  |
| ------------ | ------------ | ----- |
| Júlio Araújo | ?-atualidade | [ 1 ] |

### Diretores
| Ano  | Diretor de Carnaval | Diretor geral de harmonia    | Mestre de bateria | Ref.  |
| ---- | ------------------- | ---------------------------- | ----------------- | ----- |
| 2014 | Felipe              | Felipe                       | Betinho           |       |
| 2015 | Ivan Bueno          | Jorge Gordi                  | Alex e Cirilo     |       |
| 2019 |                     | Luiz Eduardo da Silva “Dudu” | Betinho           | [ 3 ] |
| 2020 |                     |                              |                   |       |

### Mestre-sala e Porta-estandarte
| Ano  | Nome                              | Ref.  |
| ---- | --------------------------------- | ----- |
| 2014 | Flavinho e Michelle               |       |
| 2015 | Caio e Michelle                   |       |
| 2019 | Rogério Junior e Natália Monteiro | [ 3 ] |

### Core de bateria
| Ano  | Rainha        | Musa        | Ref.  |
| ---- | ------------- | ----------- | ----- |
| 2014 | Raíssa        | -           |       |
| 2015 | Thaissa       | -           |       |
| 2019 | Giselle Tizzo | Suh Padilha | [ 3 ] |

### Coreógrafo
| Ano  | Nome           | Ref.  |
| ---- | -------------- | ----- |
| 2019 | Marina Drumont | [ 3 ] |
| 2020 |                |       |

### Intérprete
| Ano         | Nome                     | Ref.  |
| ----------- | ------------------------ | ----- |
| 2011 - 2012 | Meia-Noite               |       |
| 2013        | Meia-Noite e Gonzaguinha |       |
| 2014 - 2015 | Gonzaguinha              |       |
| 2016        | Cláudio Emiliano         |       |
| 2017 - 2018 | Gonzaguinha              |       |
| 2019        | Digu’s Silva             | [ 3 ] |
| 2020        |                          |       |

## Carnavais
| Ano  | Colocação       | Grupo                      | Enredo | Carnavalesco      | Ref.         |
| ---- | --------------- | -------------------------- | --- | ----------------- | ------------ |
| 2011 | 5º lugar        | 3-Bloco (Terceira divisão) | Oba-oba!!! Sargentelli chegou com o seu ziriguidum Compositores:Moisés Albuquerque, Neném da Bento e Zé Carlos                | Sidney Rocha      | [ 4 ]        |
| 2012 | 3º lugar        | 3-Bloco (Terceira divisão) | JCN, de Ubá ao Mundo do Samba Compositores: Frank Santos, Deco Melodia, Alexandre Pinto, Jorginho Teles e Bráz Silva          | Luiz Macedo       | [ 5 ]        |
| 2013 | Vice-Campeã     | 3-Bloco (Terceira divisão) | Tudo começou aqui, Tia Ciata Compositores: Zé Carlos Sorriso, Gonzaguinha, Mestre Gilvan, Meia-Noite e Neném do Bento         | Luiz Macedo       | [ 6 ]        |
| 2014 | Vice-Campeã     | 3-Bloco (Terceira divisão) | Eta Cafezinho bom. Compositores:Mestre Gilvan, Zé Carlos Sorriso, Nenem do Bento, Meia-Noite e Gonzaguinha                    | Luiz Macedo       | [ 7 ]        |
| 2015 | Vice-Campeã     | 2-Bloco (Segunda divisão)  | No Oba Oba do Recreio a Saga é dos Ciganos, venha prever sua sorte Compositores: J.P, Mestre Gilvan, Kaoma e Claudio Emiliano | Louis Cavalcanthé |              |
| 2016 | 6º lugar        | 1-Bloco (Primeira divisão) | Nas páginas da história, os tambores do Oba-Oba ecoam a liberdade para a africanidade no Brasil                               | Louis Cavalcanthé | [ 8 ] [ 9 ]  |
| 2017 | 10º lugar       | 1-Bloco (Primeira divisão) | Alô Brasil, se todos dessem as mãos, seria um dos senhores do amanhã!                                                         | Louis Cavalcanthé |              |
| 2018 | 9º lugar        | 2-Bloco (Segunda divisão)  | Jair Rodrigues - O cancioneiro popular brasileiro                                                                             | Louis Cavalcanthé |              |
| 2019 | 9º lugar        | 2-Bloco (Segunda divisão)  | A Palavra Chave é... Compositores:Paulo Martins, Carlinhos do Cavaco, Bia Lopes, Felipe Pinto e Sidinho                       | Laerte Gulini     | [ 3 ]        |
| 2020 | 9º lugar        | 2-Bloco (Segunda divisão)  | Cacahuatt, o alimento dos deuses                                                                                              | Laerte Gulini     | [ 10 ]       |
| 2022 | 10° lugar       | 2-Bloco (Segunda divisão)  | | Laerte Gulini     |              |
| 2023 | Não desfilou    | Não desfilou               | Não desfilou | Não desfilou      | Não desfilou |
| 2024 | Desclassificada | Grupo 2                    | |                   |              |

- Commons